# Leptoderris cyclocarpa
Leptoderris cyclocarpa är en ärtväxtart som beskrevs av Stephen Troyte Dunn. Leptoderris cyclocarpa ingår i släktet Leptoderris och familjen ärtväxter. Inga underarter finns listade i Catalogue of Life.